# Grundschule am Oberteich

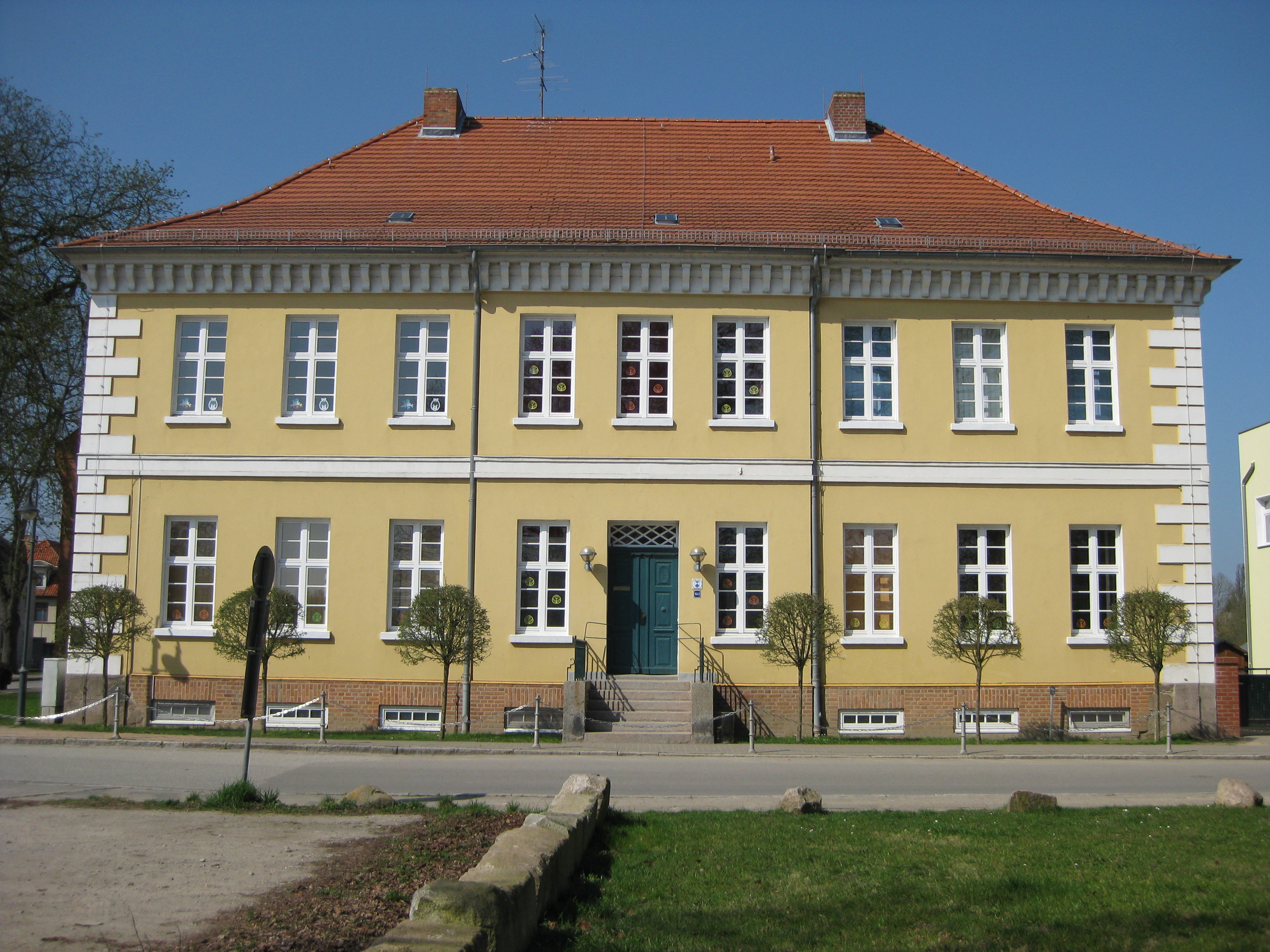
Schule am Oberteich

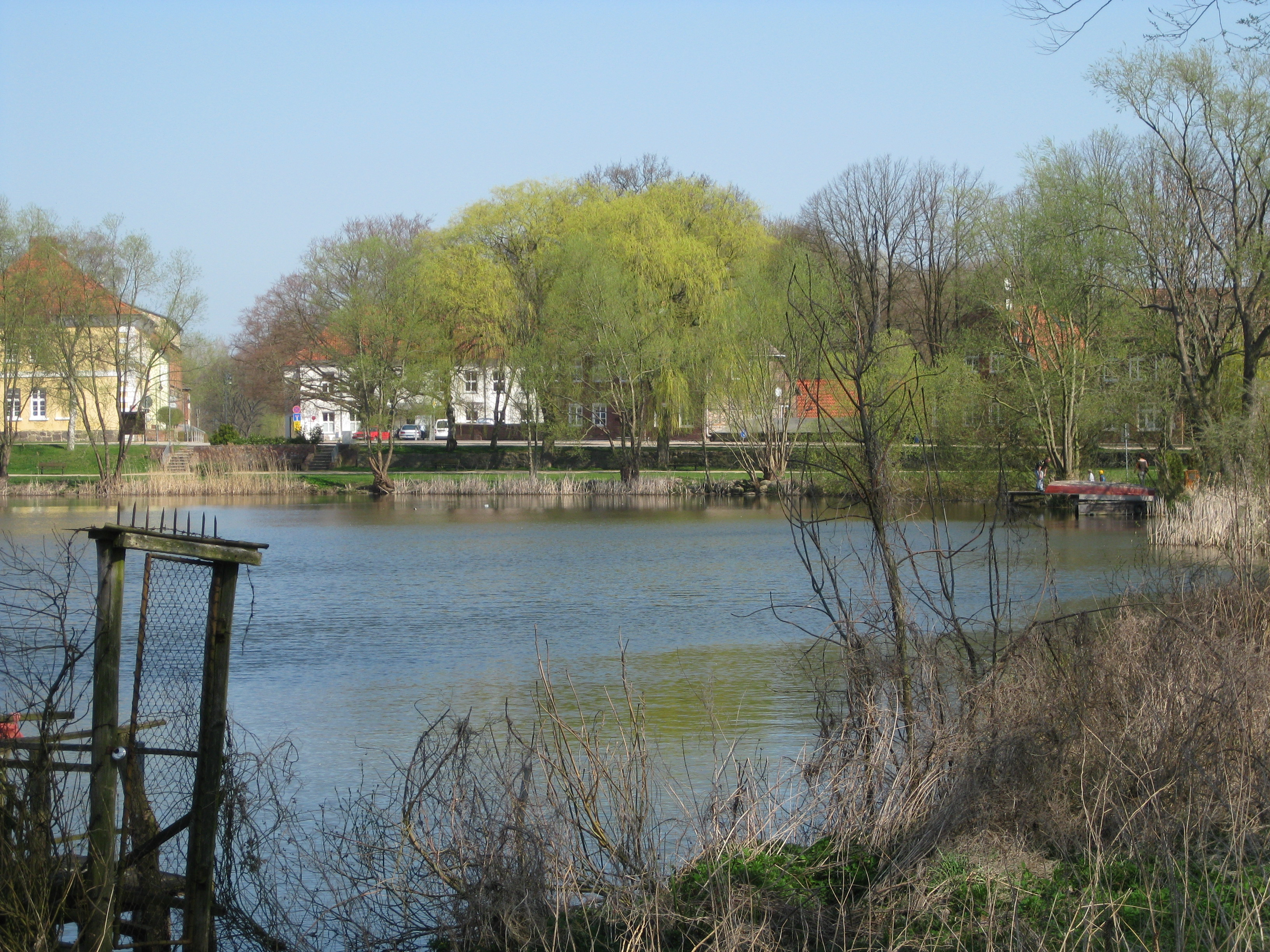
Oberteich mit Schule (links)

Die Grundschule am Oberteich in der nordwestmecklenburgischen Stadt Schönberg befindet sich in einem traditionsreichen klassizistischen Schulbau und hat ihren Namen von dem nahe gelegenen elf Hektar großen Oberteich.
Das Schulgebäude wurde in der Zeit von 1823 bis 1826 nach einem Entwurf des Landesbaumeisters Lohmeyer des Herzogtums Mecklenburg-Strelitz als klassizistischer Putzbau mit neun Achsen unter einem Ziegelwalmdach errichtet und zunächst von 1826 bis 1846 als Bürgerschule genutzt. Erster Rektor der Schule wurde der Archivrat Gottlieb Matthias Carl Masch. Die Bürgerschule sah sich in der Tradition der zum Herzogtum gehörenden alten Domschule des Ratzeburger Doms stehend. Bekannteste Schüler dieser ersten Phase als Bürgerschule waren der spätere Erfinder und Industrielle Werner von Siemens und sein Bruder Carl von Siemens, deren Vater die Bewirtschaftung der Domäne Menzendorf übernommen hatte.
In der Zeit von 1846 bis 1891 beherbergte das Schulhaus am Oberteich die Schönberger Realschule, die 1891 zum Realprogymnasium (Realgymnasien ohne Prima, die früheren höheren Bürgerschulen) aufgewertet wurde. Der Bildhauer Ernst Barlach ist der bekannteste Schüler dieses Zeitabschnittes. Nach dem Zweiten Weltkrieg wurde die Schule dann 1945–1955 von der Garnison der Roten Armee genutzt.
Danach beherbergte sie bis 1990 die Unterstufe der Rudolf-Hartmann-Schule. Seit der Sanierung 1991 ist die Grundschule am Oberteich die örtliche Grundschule in Trägerschaft der Stadt Schönberg. Aufgrund sinkender Schülerzahlen verlor die Grundschule am Oberteich 2011 ihre Eigenständigkeit und wurde an die Regionale Schule mit Grundschule Schönberg angeschlossen. 